# 雞皮疙瘩叢書列表
這是由R·L·斯坦撰寫並由学乐集团出版的Goosebumps系列叢書。1992年7月出版了第一本書《死亡之家歡迎辭》。許多附帶系列作品都是由Stine撰寫的，其中包括2000年的《雞皮疙瘩系列》（1998年至2000年出版）、《Goosebumps Gold》（從未發布）、《Give Yourself Goosebumps》（1995至2000年）、《Goosebumps HorrorLand》（2008至2012年）和《Goosebumps Most Wanted》（2012至2016年）。已經售出了4億多本，使其成為歷年來最暢銷的系列書籍。有一度，Goosebumps每月售出400萬本書。基於這些書籍而創作的電影於2015年10月16日發布。

## 列表
1. 雞皮疙瘩原創系列（1992-1997）
2. 給你個雞皮疙瘩的故事（1994-1997）
3. 給自己起雞皮疙瘩（1995-2000）
4. 雞皮疙瘩禮物（1996-1998）
5. 起雞皮疙瘩鬧鬼圖書館（1996）
6. 起雞皮疙瘩自傳（1997-1998）
7. 起雞皮疙瘩三聯頭（1997-1998）
8. 起雞皮疙瘩系列2000（1998-2000）
9. 起雞皮疙瘩黃金（計劃於2001年）
10. 起雞皮疙瘩Graphix（2006-2015）
11. 起雞皮疙瘩HorrorLand（2008-2012）
12. 起雞皮疙瘩（2012-2016）
13. 起雞皮疙瘩電影改編（2015-2018）
14. 起雞皮疙瘩SlappyWorld（2017-20？）
15. 雜項雞皮疙瘩書
16. 雞皮疙瘩怪獸版（1995-1997）